# ゲームボーイライト
ゲームボーイライト（GAME BOY LIGHT）は、1998年4月14日に任天堂が発売した携帯型ゲーム機。日本国内における同社最後のモノクロの携帯型ゲーム機である。

## 概要
希望小売価格は6,800円。ゲームボーイポケットとほぼ同じサイズで、画面にバックライトを搭載している。2007年10月31日に公式修理サポートが終了した。

## 仕様
- CPU:LR35902 (4MHz)
- RAM:8kバイト
- VRAM:8Kバイト
- ROM:256kビット～32Mビット
- 画面:4階調モノクロ、160×144ドット
- スプライト：8×8（最少）1画面中 最大40個表示 / 1水平ライン上に 最大10個表示
- BG：1面／256×256制御（32x32タイル）
- ウィンドウ機能（スクロール制限あり）
- サウンド：パルス波（矩形波）2ch+波形メモリ音源1ch+ノイズ1ch

ステレオ出力可。イヤホン使用時のみステレオ音声。イヤホン未使用時は本体に登載のスピーカーが1つの関係で各チャンネルの音声は合成されてモノラル出力となる。
- 寸法：80mm × 135mm × 29mm
- 電源:単3形乾電池2本、もしくはバッテリーパック・ACアダプタが使用可能

単三電池を使用しているため、ポケットに比べて電池もちが長い。また、わずかにサイズが大きい。画面は非常に見やすく、ライトボーイを使用する必要がない。ターコイズブルー色の鮮やかなバックライト（無機EL）を搭載し、ボディカラーは金と銀。ただ、発売直後にゲームボーイカラーが発表されたので販売台数は少ない。海外では発売されていない。
- 通信ポート:シリアル通信ポートを搭載

## カラーバリエーション
- 金（1998年4月14日 - ）
- 銀（1998年4月14日 - ）

限定モデル

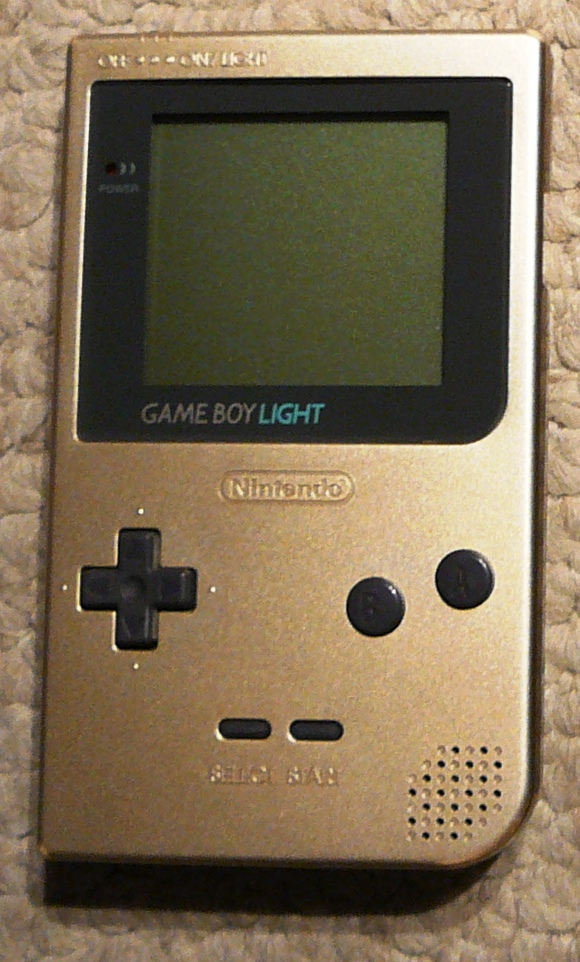
ゲームボーイライト（金）

- ピカチュウイエロー（1998年7月） - ポケモン映画化記念に作られた限定品。
- スケルトン MODEL-F02（1998年7月） - ファミ通バージョン。
- クリアレッド（1998年8月） - 手塚治虫ワールドショップ限定販売。
- ASTRO BOY(アトム)スペシャル クリア（1998年9月） - 手塚治虫ワールドショップ限定販売。透明の本体にアトムのイラストがある。
- クリアイエロー（1998年9月） トイザラスで限定販売。